# Ziguinchor
Ziguinchor je město v Senegalu, středisko stejnojmenného administrativního regionu. Žije v něm 205 294 obyvatel (včetně předměstí až okolo 300 000). Většinovým etnikem jsou Diolové, dále zde žijí Mandinkové, Wolofové a Fulbové. Ziguinchor je největším městem regionu Casamance, protáhlého výběžku na jihu Senegalu vklíněného mezi území Gambie a Guiney-Bissau.
V roce 1457 zde přistál Alviso Cadamosto. Název města je odvozován od portugalských slov „cheguei e choram“ („přišel jsem a oni plakali“) a souvisí s tím, že po příchodu Evropanů se místo stalo jedním z center obchodu s otroky. V roce 1645 bylo založeno město, v roce 1886 je ovládli Francouzi a v roce 1960 se stalo součástí nezávislého Senegalu. Ziguinchor je střediskem senegalské křesťanské menšiny, mezi kterou se udržují separatistické nálady. Město bylo také zasaženo konfliktem v sousední Guineji-Bissau.
Město leží na řece Casamance 70 km od jejího ústí do Atlantiku. Má tropické savanové podnebí, srážky dosahují 1547 mm ročně. Základem ekonomiky je pěstování a zpracování podzemnice olejné, dále se zde produkují krevety, rýže a tropické ovoce, v okolí se těží železná ruda. V roce 2007 byla v Ziguinchoru založena univerzita. Hlavním sportovním zařízením je Stade Aline Sitoe Diatta, který hostil Africký pohár národů 1992.